# Gugu Nader
Rubens Augusto Nader conhecido como Gugu Nader(Araguari, 28 de agosto de 1974) é um político brasileiro, filiado ao Avante. 
Nas eleições de 2022, foi eleito deputado estadual em Goiás com 21.743 votos (0,63% dos votos válidos). 